# Stephanorhinus hemitoechus
Stephanorhinus hemitoechus は、中期 - 後期更新世のユーラシア大陸に棲息した化石種のサイである。
近縁種のメルクサイは日本列島からも「ニッポンサイ」として化石が報告されている。

## 名称
ステップサイ（Steppe Rhinoceros）とも呼ばれ、アゼルバイジャン・バクー近郊のビナガディ地区で標本が得られたことからも種小名に「binagadensis」を冠したシノニムや「ビナガディサイ（Binagadi Rhinoceros）」という呼称も見られる。

## 分類
本種とメルクサイとケブカサイは、現生種ではスマトラサイと最も近縁であると見なされている。
中期更新世（チバニアン）が後期更新世に移行する頃に、S. hundsheimensis のヨーロッパの個体群、または近縁種が本種とメルクサイの祖先になったと考えられている。メルクサイがヨーロッパに出現したのが比較的に遅かったことと、本種が最初に確認されたのはメルクサイのヨーロッパへの出現から少し後の時代の地中海沿岸であったこともあり、この両種の分類と厳密な関連性は長年に渡って混乱と議論を引き起こしてきた。
以下のダイアグラムは Liu（2021）と Pandolfi（2023）に準拠しており、本種とメルクサイは最下部のステファノリヌス属に分類される。
|  | ケブカサイ (Coelodonta antiquitatis)                                                                    |
|  | |
|  | \| \| Pliorhinus（英語版） \| \| \| \| \| \| ステファノリヌス属（英語版）（Stephanorhinus） \| \| \| \| |
|  | |
|  | Pliorhinus                                                                                              |
|  | |
|  | ステファノリヌス属（Stephanorhinus）                                                                    |
|  | |

|  | Pliorhinus                           |
|  |                                      |
|  | ステファノリヌス属（Stephanorhinus） |
|  |                                      |

|  | ケブカサイ (Coelodonta antiquitatis)                                                                    |
|  | |
|  | \| \| Pliorhinus（英語版） \| \| \| \| \| \| ステファノリヌス属（英語版）（Stephanorhinus） \| \| \| \| |
|  | |
|  | Pliorhinus                                                                                              |
|  | |
|  | ステファノリヌス属（Stephanorhinus）                                                                    |
|  | |

|  | Pliorhinus                           |
|  |                                      |
|  | ステファノリヌス属（Stephanorhinus） |
|  |                                      |

|  | ケブカサイ (Coelodonta antiquitatis)                                                                    |
|  | |
|  | \| \| Pliorhinus（英語版） \| \| \| \| \| \| ステファノリヌス属（英語版）（Stephanorhinus） \| \| \| \| |
|  | |
|  | Pliorhinus                                                                                              |
|  | |
|  | ステファノリヌス属（Stephanorhinus）                                                                    |
|  | |

|  | Pliorhinus                           |
|  |                                      |
|  | ステファノリヌス属（Stephanorhinus） |
|  |                                      |

|  | ケブカサイ (Coelodonta antiquitatis)                                                                    |
|  | |
|  | \| \| Pliorhinus（英語版） \| \| \| \| \| \| ステファノリヌス属（英語版）（Stephanorhinus） \| \| \| \| |
|  | |
|  | Pliorhinus                                                                                              |
|  | |
|  | ステファノリヌス属（Stephanorhinus）                                                                    |
|  | |

|  | Pliorhinus                           |
|  |                                      |
|  | ステファノリヌス属（Stephanorhinus） |
|  |                                      |

## 特徴
メルクサイとは互いに近縁であるが、推定される体重は1.5トン前後と S. hundsheimensis とはほぼ同じ大きさまたは若干ながらも S. hundsheimensis より大きかった可能性があるが、メルクサイやケブカサイに比較すると小型であったことが示唆されている。
ユーラシア大陸の広大な草原に生息し、コーカサス地方・アゼルバイジャンのビナガディ地区で化石が発見された。少なくともヨーロッパではメルクサイと共存していた可能性がある。

## 絶滅
人類との接触が本種や近縁種の絶滅に繋がったのかは解明されていないが、ブリテン諸島の南部やイベリア半島（フランスの南東部）では本種とメルクサイが同時的に同じ地域でネアンデルタール人によって狩猟されていたと思わしい痕跡が多数発見されている。

## 関連画像

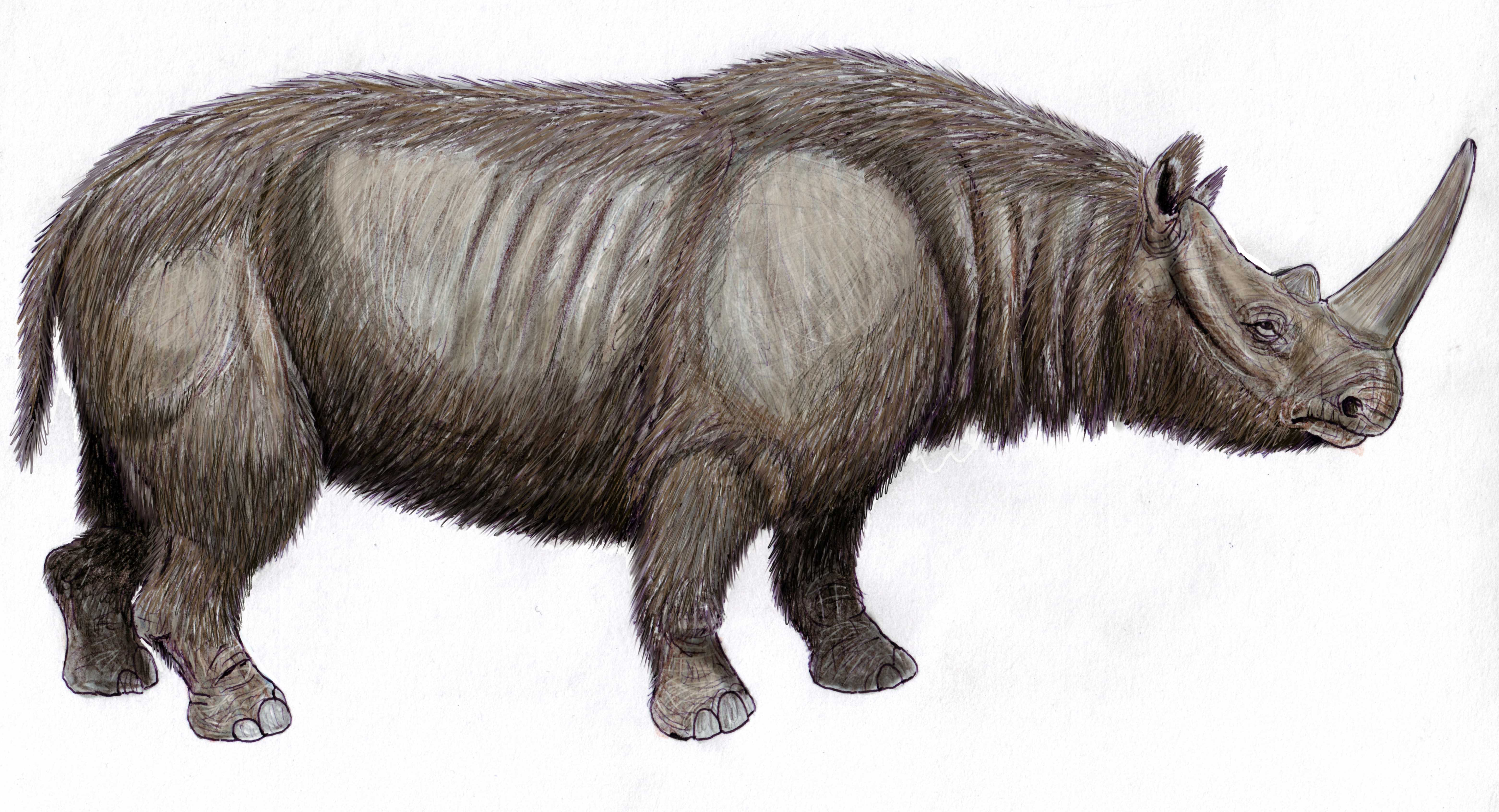
生体の復元想像図。
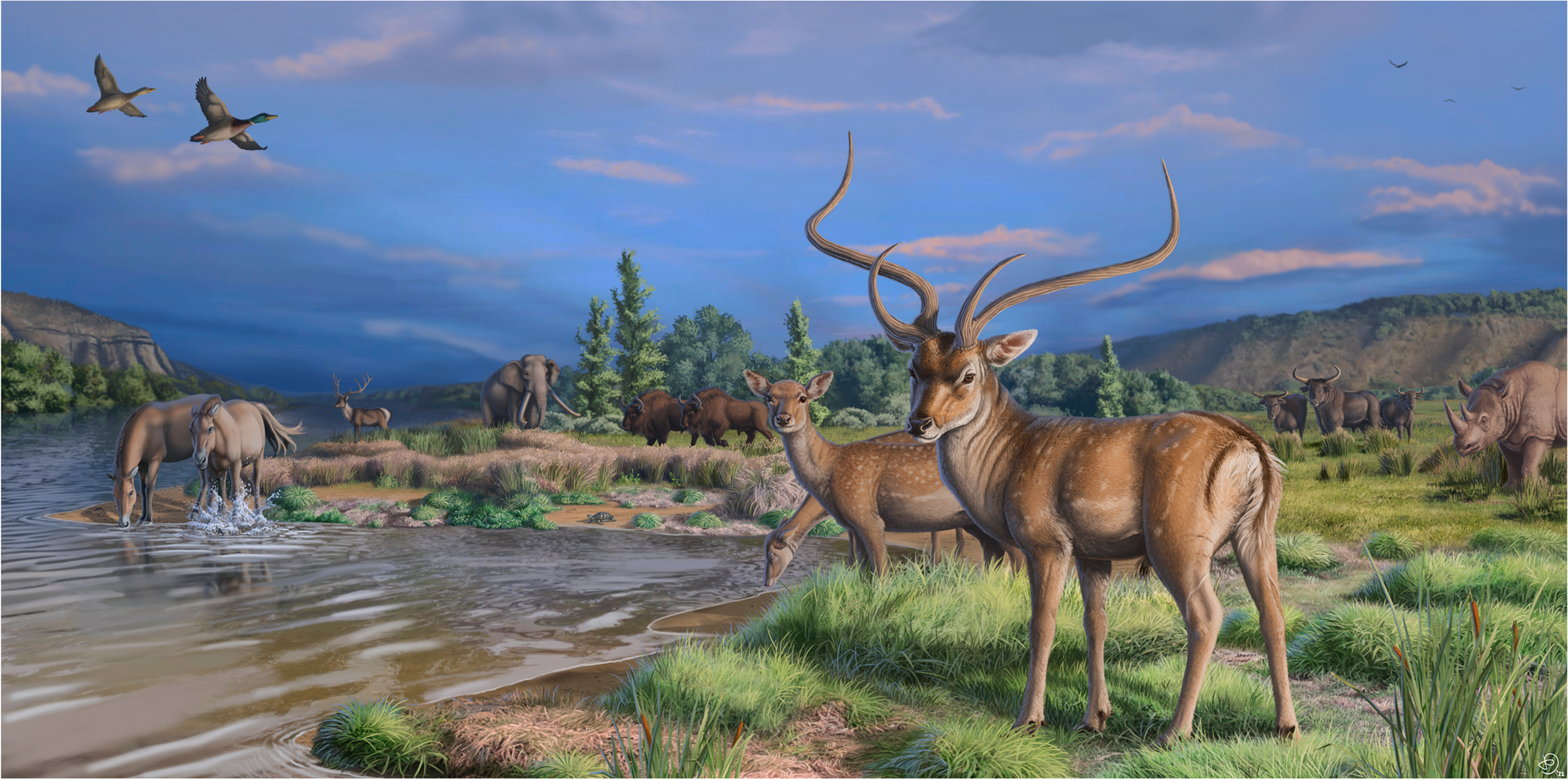
S. hemitoechus を含む中期更新世（チバニアン）のスペイン（マドリード北西部）の動物相の一例。
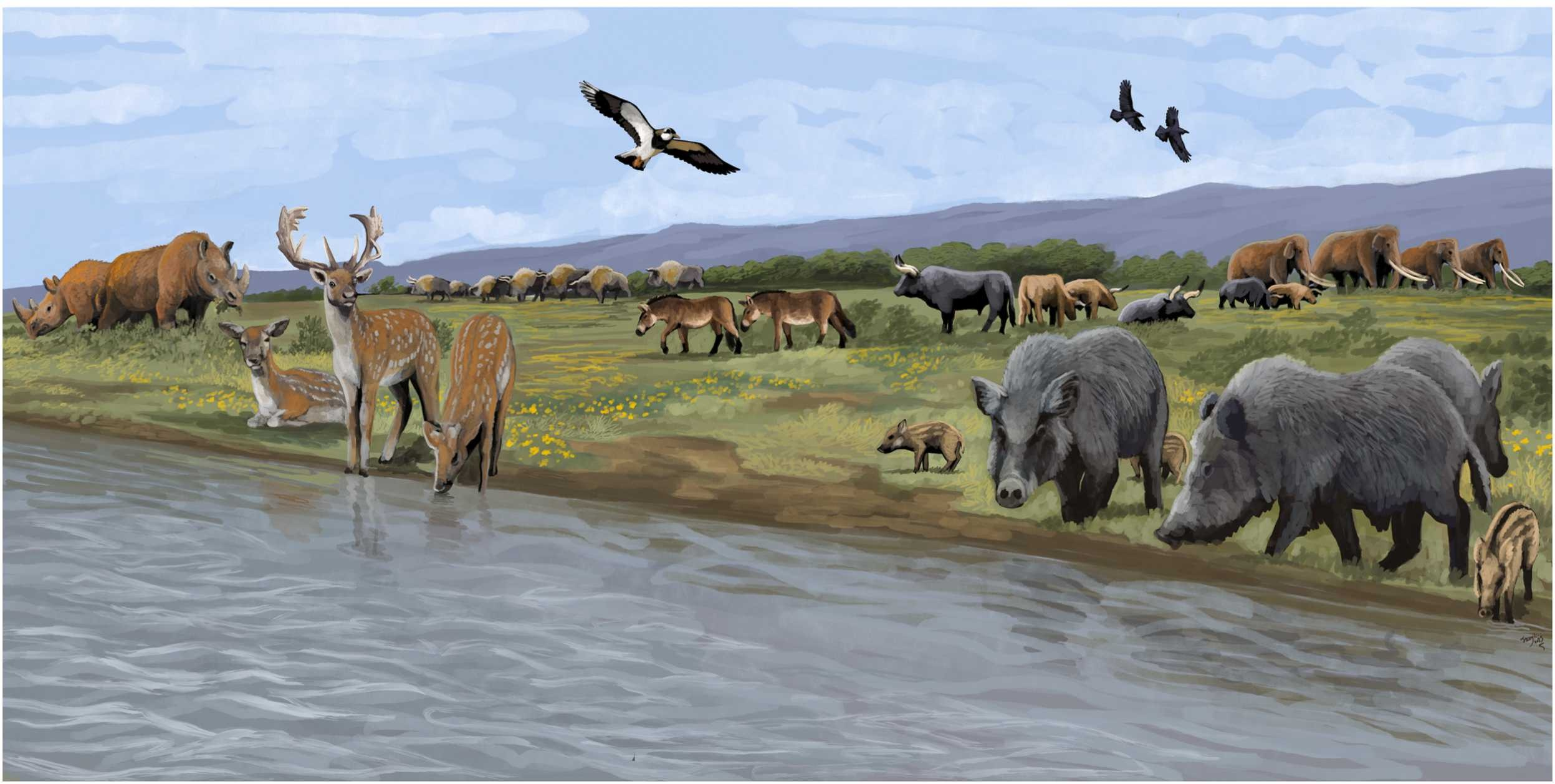
S. hemitoechus を含む中期更新世のヨーロッパの動物相の例。
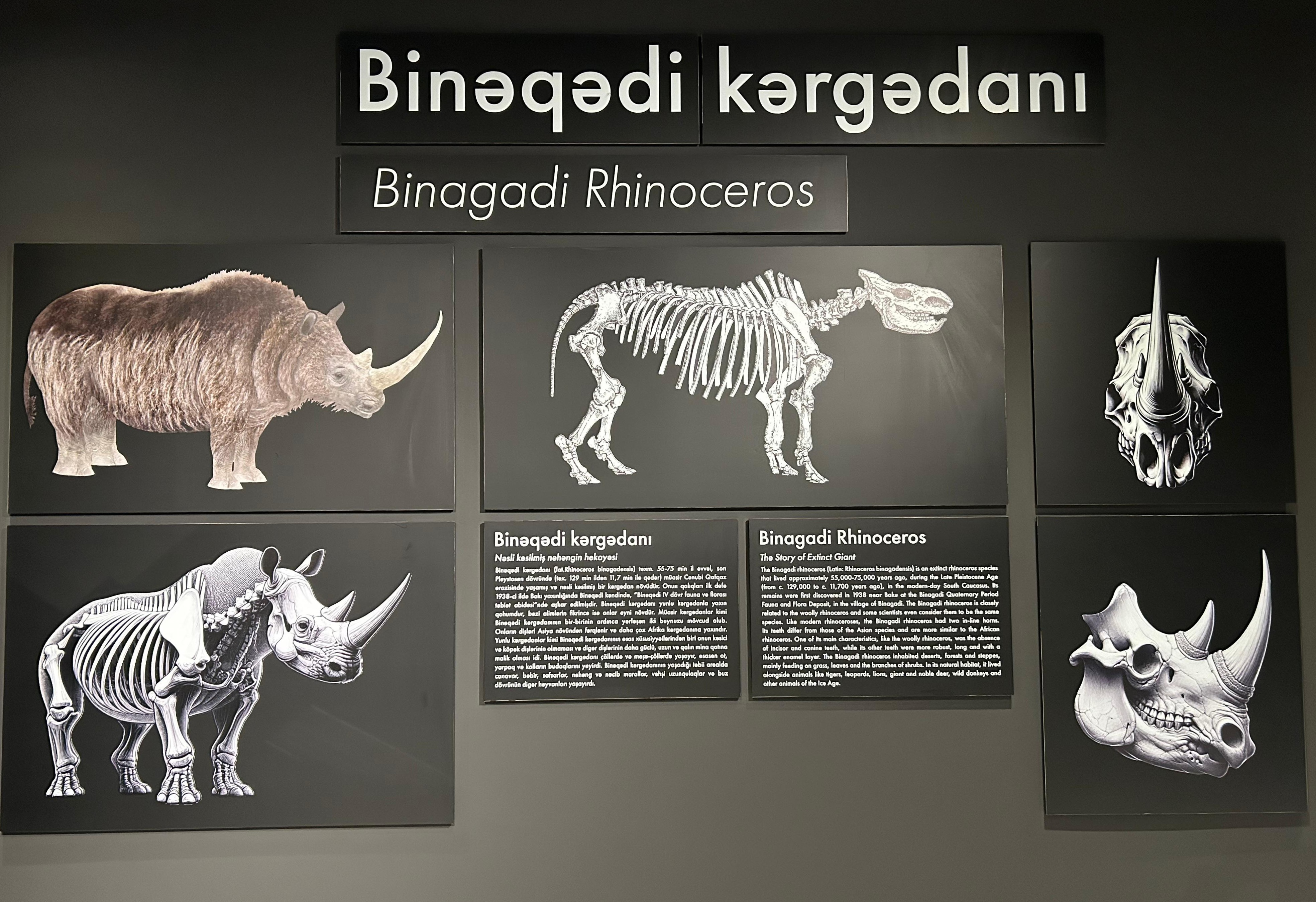
アゼルバイジャンの博物館での「ビナガディサイ」としての展示パネル。